# Euodynerus trituberculatus
Euodynerus trituberculatus är en stekelart som först beskrevs av Cameron 1907.  Euodynerus trituberculatus ingår i släktet kamgetingar, och familjen Eumenidae. Inga underarter finns listade i Catalogue of Life.